# Gianduja (comedia del arte)
Gianduja (italiano: [dʒanˈduːja] ; piamontés: Giandoja [dʒaŋˈdʊja] ) es una de las máscaras de la commedia dell'arte italiana, que típicamente representa la ciudad de Turín (y el Piamonte en general). Gianduja también se convirtió en el homónimo de una preparación de chocolate piamontesa. La máscara representa a un campesino de la tierra piamontesa, con cierta inclinación por el vino (particularmente el Brachetto d'Acqui), la gastronomía y las chicas guapas, aunque estrictamente fiel a su amante Giacometta, que suele estar representada por una linda chica.

## Orígenes
Se cree que el personaje se originó como Gironi da Crina (en ligur) o Geralmo della Scrofa (en italiano), ca. 1630 en Génova. A principios del siglo XIX, un titiritero de nombre Giovanni Battista Sales se metió en problemas con las autoridades que no apreciaron su humor sarcástico o el hecho de que el personaje tuviera el mismo nombre de pila que un hermano de Napoleón, que había invadido la región. Sales huyó a Callianetto, una aldea de Castell'Alfero, al este de Turín y justo al norte de Asti, y cambió el nombre del personaje al piamontés Gioann dla Doja (más tarde Giandoja e italianizado como Gianduja), que significa algo así como "Juan de la Jarra" (con doja que significa "jarra" o "jarra de cerveza", ya que al personaje le gustaba beber).

## Características
En la commedia dell'arte, Gianduja es un bebedor cariñoso y un personaje muy lujurioso, y Giacometta, su amante, siempre se pone celosa de él. En cuanto a personalidad, siempre esta de buen humor. Está vestido (en la versión habitual) con un sombrero tricornio y una chaqueta marrón con bordes rojos.
El personaje de Gianduja se creó originalmente como un títere de guante, pero luego se convirtió en una marioneta y luego en un personaje en vivo interpretado por un actor. Ahora es el "rey del carnaval" oficial de Turín.

## Influencias
El personaje inspiró el nombre de gianduja, una pasta de chocolate y avellana típica de Turín.